# Rafael Cofiño
Rafael Cofiño Fernández, né le 28 décembre 1969 à Gijón (Asturies), est un médecin, professeur de santé publique, écrivain et homme politique espagnol, membre de Sumar.
Spécialisé en médecine familiale et communautaire, il travaille au Département de Santé de la principauté des Asturies depuis les années 2000. Il rejoint Sumar en 2022, comme responsable de la santé et de la santé mentale. Il est élu député au Congrès en 2023.

## Biographie

### Études et spécialiste dans les institutions des Asturies
Rafael Cofiño est né le 28 décembre 1969 à Gijón, dans la principauté des Asturies. Il est diplômé en médecine et chirurgie de l'université d'Oviedo, spécialiste en médecine familiale et communautaire.
Entre 1998 et 2000, il travaille comme médecin pour l'ONG Proyecto Hombre, spécialisée dans le traitement des addictions. En 2000, il a commencé à travailler au Département de Santé des Asturies en tant que coordinateur du programme de lutte contre le VIH-SIDA dans la région jusqu'en 2006.
Depuis 2002 et jusqu'en 2006, il travaille également pour la Direction générale de la Santé du Département de la Santé, qui gère le Service de Santé de la principauté des Asturies. Entre 2006 et 2007, il quitte le Département et travaille comme médecin de famille au Centre de Santé La Felguera, à Langreo.
En 2007, il retourne travailler à la Direction générale de la santé publique en tant que chef du service de santé de la population, jusqu'en 2019, date à laquelle il est nommé directeur général de la santé publique de la Principauté des Asturies. Cofiño fut à l'avant-garde dans la gestion de la pandémie de COVID-19 dans les Asturies,. Il a démissionné en décembre 2021 et depuis janvier 2022, il travaille comme technicien de santé publique au Département de la Santé,. Parallèlement, il est professeur associé à l'École andalouse de santé publique depuis 2013 et membre de l'École de santé publique de Minorque depuis 2015.

### Enseignement et programmes en santé publique, écrivain
Dans le cadre de son travail au sein du Département de la Santé de la principauté des Asturies, il participe à la coordination de différents projets, tels que l'Observatoire de la Santé des Asturies (un projet développé en coordination avec l'Université du Wisconsin et le projet County Health Rankings & Roadmaps) et le Plan de Santé dans les Asturies.
Entre 2000 et 2023, il a participé à différentes formations et recherches liées à la santé publique, se spécialisant dans la santé communautaire, de la promotion de la santé et de l'orientation communautaire des soins primaires.
En tant qu'écrivain, il a publié les livres « La ñoaranza de Artemio Rulán » et « Los gorriones de Artemio Rulán ». Il a participé et coordonné le projet collaboratif « 50 façons d'être votre amoureux » (en espagnol : 50 maneras de ser tu amante).

### Activités politiques
Rafael Cofiño débute son parcours politique lorsqu'il intègre l'association (et le futur parti) Sumar en 2022. En septembre 2022, il est nommé responsable du thème de la santé et de la santé mentale au sein de Sumar, par Yolanda Díaz.
En juin 2023, il est nommé tête de liste de Sumar aux Cortes Generales pour les élections de juillet 2023, dans la circonscription des Asturies. Il est élu député avec Sumar, la coalition obtenant 87 534 voix dans les Asturies.